# Тораман, Ибрахим
Ибрахим Тораман (тур. İbrahim Toraman; 20 ноября 1981 г., Сивас) — турецкий футболист, защитник.

## Биография
Ибрахим начал заниматься футболом с 8 лет в «Сивасспоре». Через 5 лет Тораман подписал с клубом контракт на 5 лет. В «Сивасспоре» он отыграл всего 35 матчей и забил 2 мяча.
В 2002 году команду покинул главный тренер Месут Гаквежди, и Тораман стал терять игровую практику в клубе, опустившись в резервный состав. Когда контракт истекал, Ибрахиму пришлось искать новую команду, поскольку новый тренер в нём не нуждался.
В том же 2002 году Тораман подписал трёхлетний контракт с клубом «Газиантепспор». Он сразу стал запасным игроком команды, а в 2003 году вышел на замену против «Галатасарая», отыграв весь второй тайм. В «Газиантепспоре» он провёл 67 матчей и забил 1 гол в финале Кубка Турции 2005/06 против «Бурсаспора».
В 2005 году поступили предложения от «Бешикташа», «Галатасарая» и «Трабзонспора». Тораман колебался с переходом в другой клуб, но это были звёздные команды Турции. В итоге Ибрахим решил подписать контракт с «Бешикташем» за зарплату более 200 тысяч евро в месяц. Трансфер обошёлся клубу в 7 млн долларов.
Тораман усиленно пробивался в основной состав клуба. В 2007 году ему это удалось — он вышел на замену вместо Ибрахима Узельмелиза в игре против «Фенербахче». Тогда клуб выиграл титул чемпиона Турции. В 2009 году он сменил 58-й номер на 20-й.

## Достижения

### Командные достижения
«Бешикташ»
- Чемпион Турции: 2008/09
- Обладатель Кубка Турции (4): 2005/06, 2006/07, 2008/09, 2010/11
- Обладатель Суперкубка Турции: 2006

Сборная Турции
- Бронзовый призёр Кубка конфедераций: 2003